# Lorvão
Lorvão ist eine Gemeinde (Freguesia) im portugiesischen Kreis Penacova. In ihr leben 3143 Einwohner (Stand 19. April 2021).
Eine Sehenswürdigkeit ist das im 9. Jahrhundert gegründete Kloster Lorvão.